# Finché il cuculo canta
Finché il cuculo canta, dello scrittore friulano Mauro Corona, è un insieme di venti racconti divisi in cinque categorie, illustrati dal figlio dell'autore, Matteo.

## Descrizione
Il libro è diviso in cinque parti, più una finale. Ogni episodio è ambientato nella terra tanto amata dallo scrittore, dal suo paese, Erto, ai boschi e alle vette.
La serie di racconti intitolata ARIA parla della passione di Corona per l'alpinismo, con resoconti di scalate e di amicizie  particolarmente significative. In CIELO sono presenti solo due brani, dove l'autore ricorda il suo corvo Franz, che lo seguiva ovunque, e un'aquila che gli faceva paura. In FUOCO viene trattato il tema della caccia al camoscio, tra ricordi d'infanzia e leggende di paese.
In ACQUA vengono presentate tre storie drammatiche di donne, realmente esistite o a tratti mescolate con una sorta di superstizione come nella storia di Giobba, dove appare per la prima volta l'idea che gli alberi hanno un carattere come gli uomini. In TERRA si ritrovano le vite dei lavoratori di montagna, artigiani del legno, boscaioli o cavatori. La narrazione a tratti è personale, a tratti passa nella leggenda attraverso superstizioni religiose. Altri due racconti riportano immagini dell'infanzia, dai viaggi verso paesi vicini per chiedere l'elemosina insieme a sua nonna, al salvataggio della zia sordomuta.
L'ultimo brano, che porta il titolo del libro, è un ricordo degli amici di sempre, i compagni di lavoro e di bevute.